# Ганоусек, Марек
Ма́рек Га́ноусек (чеш. Marek Hanousek; род. 6 августа 1991[…], Дольни-Краловице) — чешский футболист, полузащитник клуба « Видзев».

## Личная жизнь
Осенью 2012 года Марек поступил на учебу в банковский институт по специальности «Экономика и управление на малых и средних предприятиях». Является поклонником «Барселоны» и его любимый игрок — Зинедин Зидан.

## Карьера
Свою карьеру начал в молодежном составе пражской «Славии», но шанса пробиться в основной состав так и не получил. Поэтому в 2009 году перешёл в «Дуклу».
В «Дукле» начал играть за дублирующий состав, впоследствии своей игрой заслужил место в основном составе. Первый официальный матч сыграл 29 июня 2011 года против «Сигмы» из Оломоуца. А свой первый мяч забил 20 августа 2011 года в домашнем матче против пльзеньской «Виктории». В этом же матче Марек забил и второй гол, но несмотря на это, его команда проиграла 2:4.
В январе 2012 года перешёл в «Викториию» (Пльзень), но всю весеннюю стадию сезона 2011/12 оставался в «Дукле» на правах аренды до 1 июля 2012 года.
В итоге, за «Викториию» сыграл 11 матчей и забил 3 мяча и стал Чемпионом Чехии.
В сентябре 2013 года на правах аренды вернулся обратно в «Дуклу».
В июле 2014 года подписал трёхлетний контракт с «Дуклой».

## Достижения
Виктория Пльзень
- Чемпион Чехии: 2012/13

## Сборная
С 2008 года Марек начал выступать за различные молодёжные сборные. Провёл 7 матчей за молодёжную сборную Чехии.